# Procinetus brevicauda
Procinetus brevicauda là một loài tò vò trong họ Ichneumonidae.